# Stonham Aspal
Stonham Aspal – wieś w Anglii, w hrabstwie Suffolk, w dystrykcie Mid Suffolk. Leży 16 km na północ od miasta Ipswich i 115 km na północny wschód od Londynu. Miejscowość liczy 590 mieszkańców.